# Holzweiher (Füramoos)
Der Holzweiher ist ein aufgestauter Weiher bei Füramoos einem Teilort der Gemeinde Eberhardzell im Landkreis Biberach in Baden-Württemberg.

## Beschreibung
Der Holzweiher befindet sich ungefähr einen halben Kilometer nach der Abzweigung der L 265 Ochsenhausen-Bad Wurzach in die L 306 nach Füramoos. Er wurde vor 1890 angelegt und ist seit 2016 im Aktionsprogramm Sanierung oberschwäbischer Seen. Er hat ein Einzugsgebiet von 150 ha. In diesem Einzugsgebiet konnten die Vogelarten Haubentaucher, Zwergtaucher, Stockente, Reiherente und Blässralle nachgewiesen werden. Im See sind die Fischarten Rotauge, Rotfeder, Karpfen und Schleie zu finden. 
Obwohl sich der See im Eigentum des Landes Baden-Württemberg befindet, obliegen die anfallenden Unterhaltskosten bei der Teilgemeinde Füramoos. Im Jahre 2019 war der Weiher an das Forstamt Ochsenhausen verpachtet. Am Holzweiher befindet sich auch ein Waldjugendzeltplatz für maximal 250 Personen und eine offene Aufenthaltshütte für 60 Personen, die vom Forstrevier Rot an der Rot betreut wird.